# Поппо (король Фризії)
Поппо (Поппон, Бубо, Боббо) (д/н — 734) — король Фризії в 719—734 роках.

## Життєпис
Тривалий час розглядався як син короля Радбода. Датою його народження вважали 674 рік. Сучасні історики піддають сумніву ці твердження. Так, на думку історика Герра Гальбертсмі, Поппо міг не бути сином Радбода. Інші дослідники розглядають Поппо як молодшого брата короля Радбода.
Посів трон після смерті Радбода у 719 році. Його влада поширювалася на північну частину Великої Фризії. Столиця розташовувалася неподалік від сучасного міста Емс. Хоча у франкських анналах Поппо названий бунтівним герцогом (лат. Dux) фризів, сучасні дослідники вважають його незалежним від Франкської держави володарем, який мав королівський титул (лат. Rex).
Продовжив політику попередника на відновлення влади над родинними землями. Втім наштовхнувся на опір франків на чолі із мажордомом Карлом Мартелом. Флот останнього у 719 або 720 році завдав відчутної поразки флоту фризів. Слідом за цим Поппо втратив західну і південну частину королівства (сучасні Зеландія, Голландія і Утрехт). За результатами мирної угоди з франками Поппо погодився на втрату цих земель в обмін на визнання себе правителем решти Фризії.
Невдовзі на захоплених землях посилюється діяльність християнських місіонерів Вілліброрда та Бонифація. Цьому активно протидіяв Поппо, не допускаючи християн на власні землі. Водночас декілька разів спонукав фризів, що перебували під владою Франкського королівства, до повстання, зокрема 733 року. Втім усі вони були невдалими. У 734 році почалася відкрита війна. Мартел на чолі флоту висадився у Східній Фризії. У битві на річці Борн фризи на чолі із Поппо зазнали нищівної поразки, а сам фризький король загинув. Внаслідок цього франки приєднали до своїх земель територію до річки Лауерс. Боротьбу проти франків продовжив Альдгісл II.